# 丹尼尔·沃克·豪
丹尼尔·沃克·豪（英語：Daniel Walker Howe，1937年1月10日—）是一位美国历史学家，专攻美国早期历史，曾为牛津大学罗德教授，主要作品有《上帝所做之功：美国的转变，1815-1848年》（What Hath God Wrought: The Transformation of America, 1815–1848，牛津美国史系列之一，曾获2008年普利策历史奖）等。